# Portobello Resort & Safári
O Portobello Resort & Safári é um hotel no Brasil fundado em 1987 por Carlos Jardim Borges, filho do pioneiro no segmento de Resorts no Brasil, Carlos de Souza Gomes Borges, e criador do Hotel do Frade em Angra dos Reis.
Localizado em Mangaratiba, o hotel se situa estrategicamente de frente para a Baía de Ilha Grande, além de ser cercado por montanhas da Mata Atlântica. Além disso, é o único do Brasil a possuir um safári, com cerca de 500 espécies de animais da fauna brasileira, europeia e africana. 
Atualmente com 152 apartamentos, o Portobello tem uma arquitetura em estilo polinésio e é o único do Estado do Rio de Janeiro a ter três vias de acesso: terrestre, marítima e aérea, além de possuir pistas de pouso e decolagem. 
Nos últimos anos, o local ganhou destaque internacional por receber delegações para a Copa do Mundo e Olímpiadas. No ano de 2013, a Seleção Italiana optou pelo resort para ser sua casa durante a Copa do ano seguinte e utilizou seus dois campos de futebol de dimensões oficiais e aprovados pela FIFA, além de toda estrutura disponibilizada pelo hotel. Dois anos mais tarde, oito equipes olímpicas escolheram essa localização privilegiada como base seus "quartéis-generais": Rúgbi (Argentina), Futebol masculino (Portugal), Futebol feminino (Suécia), Ciclismo (Austrália), Rúgbi masculino e feminino (Austrália), Esgrima (Rússia), Vela (Inglaterra) e Hóquei (Holanda).
Também no ano de 2013, o local foi palco da disputa do Miss Brasil World, evento que definiu a candidata do Brasil para o Miss Mundo 2013 na Indonésia.
Ao final de 2017, o Portobello completou 30 anos de fundação e o atual secretário do Estado do Rio, Nilo Sérgio Félix, lembrou os primeiros anos de operação do hotel. “Tive a honra de, em 1987, como diretor comercial do Portobello, inaugurar o resort com a presença da Embratur. No ano seguinte, o Portobello foi agraciado com o Prêmio de Melhor Hotel de Lazer do Brasil pelo Guia 4 Rodas”, lembra o Secretário Nilo Sergio.
A Pousada Porto Imperial, situada no centro histórico de Paraty, também faz parte do grupo. 